# エスパードリーム2 新たなる戦い
『エスパードリーム2 新たなる戦い』は、コナミ（現:コナミデジタルエンタテインメント）より1992年6月26日に発売されたファミリーコンピュータ用アクションRPG。

## 概要
同社が1987年にディスクシステム用ソフトとして発売した『エスパードリーム』の続編。主人公の少年エスパー（超能力者）がメルヘン世界を救うという世界観や、RPGでありながら戦闘画面はアクションシューティングで行われるなど、作風やゲームシステムといった多くの要素を前作から引き継いでおり、物語としても前作から連続している部分がある。
前作は携帯電話向け有料サイト「コナミネットDX」や任天堂のゲーム機によるバーチャルコンソールソフトとしても配信されているが、2018年現在、続編である本作ではそれらの配信や他機種への移植、リメイクは行われていない。

## ゲーム内容
メイン画面は見下ろし型のトップビュー。主人公の目的は現実世界の図書館にある5つの本棚からそれぞれ異なる「本の世界」へと入り込み、その中で起こった様々な事件を解決して回ること。
各世界には住民が存在しており、冒険の手助けとなる商店などの施設や、一緒に戦ってくれる仲間（NPC）がいる。敵モンスターは足跡型のシンボルで表示され、接触すると戦闘画面に移行。装備したAボタンによる武器やBボタンによる超能力を駆使したアクションシューティングが行われ、勝利すれば経験値やお金＝ゴールドが入手できる。
超能力にはEP（エスパーポイント）が必要とされ、HP（ヒットポイント）が無くなるとゲームオーバー。前作では経験値が半分にされるシステムだったが、所持金を半分にされ図書館に戻されるシステムに変わった。アイテムを使用したり、本の世界で宿屋を利用すると回復する。
経験値を稼いでレベルを上げ、稼いだお金で装備やアイテムを整える。隠された様々な謎を解き、どこかに潜むボスを倒せばHP・EPが全回復してその世界はクリアとなり、本棚に色が戻る。全ての本の世界を救うと図書館に隠された階段が現れ、ラストダンジョンに突入し大ボスとの決戦を迎える。

### 前作からの変更・追加点
変更や追加によってゲームのテンポがアップし、難易度も全体的に低下している。
- メディアがバッテリーバックアップのロムカセットに変更された事によってディスクのA面B面切り替えやデータのロード、セーブの待ち時間が無くなり快適に遊べるようになった。その反面セーブファイルの数は3つから2つに減っている。
- 前作同様テキストは平仮名のみだが文字が大きく読み易くなった。また通行人と話しても会話用の画面にならなくなった。
- 画面下部には常にウインドウが表示され、現在のレベル、経験値と次のレベルに上がれる経験値の数字、所持金、HPとEPを示すメーターとそれぞれの最大値を示すメーター（本作ではHPとEPの最大値は常に同じ）、選択中の超能力のアイコンが一目で確認できる。
- ステータス画面には文字情報以外にも主人公や仲間キャラの顔グラフィックが表示され、さらに「もちもの」「そうだん」「ESP（超能力）」「スピード」の4項目が選択できる。
  - 「スピード」コマンドでゲームスピード（主人公や敵の移動速度）を3段階に変更できるようになった。
  - もちもの画面では所持アイテムがアイコンで表示され、カーソルで選択すると名前や効果も確認できる。ESP画面でも同様の確認ができる。
  - 「そうだん」コマンドで仲間からの助言を貰い、次の目的を確認できるようになった。
- 装備品は前作では最後に獲得した物しか所持できなかったが、本作では全て残しておくことができ、「もちもの」の画面から自由に変更可能。自動使用だった回復系アイテムも任意で使えるようになった。
- イベント関連の貴重品は使うべき場所で自動使用されるのは前作と同様。手元から無くなった物にはアイコンに×印が付く。
- 前作の武器は攻撃力以外に違いが無かったが、本作では、プレイヤーに戻る「ブーメラン」や敵や壁に当たると4方向に砕ける「ほしくずの銃」など様々な性能で個性が分けられている。
- 前作での主人公や敵キャラ移動は、移動画面、戦闘画面共に半マス単位で行われていたが、本作では移動画面は1マス単位、戦闘画面はドット単位で行われるようになった。戦闘画面では斜め移動もできるようになった。
- 雑魚敵との接触では、その時に隣接する障害物の有無によって壁が形成される方向が変化するようになった。一部固定敵では、それに関係なく周囲に壁が形成されることもある。
  - それに伴い、雑魚敵との戦闘は画面端まで行くか、とある武器で壁を破壊するか、テレポートの超能力を使うことで逃げられるようになった。
- 敵の落としたアイテムがこちらの攻撃で破壊されることは無くなった。また画面内に敵と敵の落としたアイテムが存在しない状態になったと同時に移動画面に切り替わるようになった。
- レベルアップに必要な経験値の量は、高レベルになってもそれ程大幅には増えない（直前のレベルアップに必要とした量＋50程度で落ち着く）。極端にやり込まなくともクリアまでに最高のレベル33に到達できる。
- エスパービーム強化用のブックとボックスは、レベル制の強化に変更されたことで廃止された。

## ストーリー
マモルくんは学校帰りに図書館に立ち寄って、目新しい本を読むことを日課にしていた。ある日、彼は図書館の普段と同じ席に座りながら新しい本を読んでいた。ふと、気づくと様子が違う。恐る恐る周囲を見回すと、彼の目の前に女の子の姿をした小さな妖精が現れた。妖精は彼に「危機に瀕した本の世界を救って下さい」と頼むのだった。

## 設定

### 超能力
殆どの能力が前作からの再登場。効果もほぼ同じである。
エスパービーム
超能力で円状のビームを作り出し、それを飛ばして攻撃する。レベルに応じてビームの範囲や数が増大するほか、エスパービームでなければ倒せない敵も存在する。
前作と違いレベル依存になっているため、やられても強化は維持される。波のようなアイコンで表示される。
エスパーライト
超能力で発光現象をおこす。光が当たらず、真っ暗な場所で便利。電球のようなアイコンで表示される。
テレポート
戦闘中に使うと移動画面へと脱出し、移動画面で使うと図書館へと瞬間移動する。ドアのようなアイコンで表示される。
バリア
バリアを張って暫くの間、敵の攻撃を受け付けなくなる。人の周囲に膜が張られたようなアイコンで表示される。
パワーリペア
EPを使用してHPを一定量回復させる。HPの回復量はEPの消費量の2倍となる。おにぎりのアイコンで表示される。
タイムストップ
超能力で時間を止める。戦闘中に敵の動きを暫く封じることが出来るが、各ステージのボスには通用しない。砂時計のアイコンで表示される。
エスパーフラッシュ
超能力で画面全体を攻撃する。十文字型の光のアイコンで表示される。
敵さんあつまれ
複数の敵を1体にまとめるが、まとめられた1体の強さも合計される。ぶつかり合う矢印のアイコンで表示される。

### ステージ構成
ワールド3を除く、いずれかのワールドに自由に移動することができる。
ワールド1
港街を守る「聖なる灯」が怪物に盗まれた。マモルは本の世界に跳び込むと、代表者リサと共にその行方を捜して海底へ。ボスはシードラで2匹出現し、2匹とも倒さなければならない。
ワールド2
時間を旅する汽車が何者かに襲われる。車掌のアラームと共にマモルは駅から列車を乗り継ぎ犯人を追いかける。ボスはリッキー。
ワールド3
前作「エスパードリーム」の世界。最初は入ることができないが、他のワールドを攻略することで入ることができる。中に入れる頃には既に事件は解決している。
ワールド4
工場のような機械の世界でネジたちが次々さらわれ兵器の部品にされてしまう。マモルはネジくんと一緒に仲間のネジの救出に向かう。ボスはメタルゴッド。
ワールド5
水晶山の風神、雷神が村の神主に怪獣を封じる「水晶の鏡」の引き渡しを迫り、さらには天宮のほしくんを追放してしまう。マモルとほしくんは力を合わせて鏡を追う。ボスはギーラ・サウザン。
最終ダンジョン
全ての本棚をクリアすると図書館に入り口が出現する。入るには最強の武器と防具を持たなければならない。これまでのボスたちが待ち構えているが謎の男が現れ助っ人をしてくれる。ボスはドリームデストロイヤー。

## 登場人物
マモルくん
本作の主人公。本が大好きな11歳の男の子。図書館で読書中に妖精から本の世界の危機を知らされ、エスパーとして立ち上がる。名前は自由に付けられるが、付けなかった場合はデフォルト名の「まもる」になる。
妖精
ポケットに入るくらいの小さな女の子でマモルに世界の危機を知らせる。戦闘には参加しないがそうだんコマンドでヒントや励ましの言葉をくれる。
リサ
"りささま"と呼ばれている港街の代表を務める女の子。ナイフ投げと敵を眠らせる子守歌で戦う。
アラーム
勤続30年の車掌。帽子を飛ばし笛で敵の動きを止める。過去と未来を行き来する列車の安全を守るために戦う。
ネジ君
マイナスのネジの男の子。工場で製品の一部になることを夢見て出荷を待つ。敵の動きを鈍らせるミサイルと画面をはね回る回転体当たりが武器。仲間を助けるためなら凶悪な怪物とも戦う勇気を持っている。
ほし君
天の宮殿に住む星の王子様。眠らされた王妃を救うために巨大な悪に立ち向かう。全体攻撃「流星の魔法」とマモルをバリアのように援護する「ローリングアタック」で戦う。
謎の男
最終ダンジョンで力を貸してくれる謎の男。強力な稲妻と炎を纏った体当たりを使う。
前作の主人公
ワールド3の事件を解決した人物。バリアスーツを譲ってくれる。
村長とロッティ
前作のレンガ村の村長とその娘。ワールド3の本棚に入ると彼らが手を振る姿が見られる。
ギーラ・サウザン
前作の最終ボス。怪獣として水晶山に封印されていた。

## その他
- 商店では店主の顔グラフィックが表示されるが、宿屋のグラフィックは店ごとに個別の物が用意されている。
- 前述の通り装備は全て残しておけるが、前作同様、売却はできない。
- 本棚は好きな順番で攻略できるため、先の面で強力な武器を入手することで序盤の攻略を容易にすることもできる。
- ワールド3では前作の村の曲とフィールド曲のアレンジ版がBGMとして流れる。

## 音楽
サウンドトラックCD『エスパードリーム めもりあるべすと』が1992年8月にキングレコードより発売（型番KICA-7603）されており、前作と同時収録されている。

## スタッフ
※エンディング画面の表記から。
- プログラム：しゅとるて ひぐ、ごっちゃんです ごとう、おぺれーしょん こうじ
- キャラクター・デザイン：ちろりあん きむら、えるふ たていし
- サウンド：おつまみ まつお
- パッケージ・デザイン：さとう ふじん
- スペシャル・サンクス：こなみ くろこたい